# 1364
Il 1364 (MCCCLXIV in numeri romani) è un anno bisestile del XIV secolo.

## Eventi
- Nel corso della guerra contro Firenze, il facoltoso banchiere pisano Giovanni dell'Agnello in combutta con il capitano di ventura Giovanni Acuto si fa proclamare duca di Pisa e chiede subito un armistizio ai fiorentini ai quali concede sostanziali privilegi commerciali. Pochi mesi dopo, sempre in spalleggiato dalle truppe di Giovanni Acuto si farà proclamare capitano generale e governatore di Lucca.
- I mongoli vengono cacciati dalla Birmania
- Carlo V diventa re di Francia
- Viene fondato il Reale Collegio di Spagna a Bologna. È la più antica istituzione spagnola un secolo prima che avvenisse l'unificazione. Nel collegio viene anche fissata la grammatica della lingua spagnola da Antonio de Nebrija, pubblicato successivamente nel 1492

## Nati
- 20 maggio - Henry Percy, cavaliere medievale inglese († 1403)
- 16 dicembre - Manuele III di Trebisonda, imperatore bizantino († 1417)
- Al-Maqrizi, storico egiziano († 1442)
- Bernardo I di Baden († 1431)
- Grigorij Camblak, scrittore e religioso bulgaro († 1419)
- Carlo II di Lorena, duca († 1431)
- Giampietro Ferraris, giurista italiano († 1421)
- Nicolas de Gonesse, teologo e letterato francese
- Guglielmo di Jülich-Geldern, duca († 1402)
- Iolanda di Bar, nobile († 1431)
- Jean II Le Meingre, cavaliere medievale, diplomatico e politico francese († 1421)
- Christine de Pizan, scrittrice e poetessa francese
- Qadi-zade-i Rumi, astronomo e matematico turco († 1436)
- Ludovico di Savoia-Acaia, nobile († 1418)
- Teodoro II del Monferrato, marchese († 1418)
- Antonia Visconti, nobildonna († 1405)
- Margherita di Berg, nobildonna tedesca († 1442)

## Morti
- 17 gennaio - Hélie de Talleyrand-Périgord, vescovo cattolico e cardinale francese (n. 1301)
- 21 marzo - Sigeri II di Enghien, nobile olandese (n. 1324)
- 5 aprile - Lodrisio Visconti, condottiero italiano
- 8 aprile - Giovanni II di Francia, re francese (n. 1319)
- 21 aprile - Pietro Alighieri, magistrato e critico letterario italiano (n. 1300)
- 15 maggio - Marco Gradenigo, politico italiano
- 2 giugno - Elisabetta di Lituania, duchessa lituana
- 2 giugno - Venceslao I di Legnica, nobile polacco (n. 1318)
- 10 giugno - Agnese d'Asburgo, regina (n. 1281)
- 30 giugno - Ernesto di Pardubice, arcivescovo cattolico ceco (n. 1297)
- 11 luglio - Arnold von Vietinghoff
- 5 agosto - Kōgon, imperatore giapponese (n. 1313)
- 27 agosto - Malatesta III Malatesta, condottiero italiano (n. 1299)
- 17 settembre - Roberto di Taranto, principe
- 29 settembre - Carlo di Blois, duca francese
- Sidi ben Ashir, mistico arabo
- Bartolomeo, vescovo cattolico italiano
- Bernardo II de Cabrera, nobile spagnolo (n. 1298)
- Elisenda di Moncada, regina spagnola
- Gajah Mada, militare indonesiano
- Nicolae Alexandru, principe
- Nicoloso da Recco, navigatore e esploratore italiano
- Nolfo da Montefeltro, condottiero italiano (n. 1295)
- Leonzio Pilato, monaco cristiano e traduttore italiano
- Sinanüddin Fakih Yusuf Pascià, politico ottomano
- Tai Situ Changchub Gyaltsen, re tibetano (n. 1302)
- Valdemaro III di Danimarca, re (n. 1314)
- Timbora di Roccaberti, nobile spagnola (n. 1318)

## Calendario
| Calendario 1364 | Calendario 1364 | Calendario 1364 | Calendario 1364 | Calendario 1364 | Calendario 1364 | Calendario 1364 | Calendario 1364 | Calendario 1364 | Calendario 1364 | Calendario 1364 | Calendario 1364 | Calendario 1364 | Calendario 1364 | Calendario 1364 | Calendario 1364 | Calendario 1364 | Calendario 1364 | Calendario 1364 | Calendario 1364 | Calendario 1364 | Calendario 1364 | Calendario 1364 | Calendario 1364 | Calendario 1364 | Calendario 1364 | Calendario 1364 | Calendario 1364 | Calendario 1364 | Calendario 1364 | Calendario 1364 | Calendario 1364 | Calendario 1364 |
| --------------- | --------------- | --------------- | --------------- | --------------- | --------------- | --------------- | --------------- | --------------- | --------------- | --------------- | --------------- | --------------- | --------------- | --------------- | --------------- | --------------- | --------------- | --------------- | --------------- | --------------- | --------------- | --------------- | --------------- | --------------- | --------------- | --------------- | --------------- | --------------- | --------------- | --------------- | --------------- | --------------- |
|                 | 1               | 2               | 3               | 4               | 5               | 6               | 7               | 8               | 9               | 10              | 11              | 12              | 13              | 14              | 15              | 16              | 17              | 18              | 19              | 20              | 21              | 22              | 23              | 24              | 25              | 26              | 27              | 28              | 29              | 30              | 31              |                 |
| Gennaio         | Lu              | Ma              | Me              | Gi              | Ve              | Sa              | Do              | Lu              | Ma              | Me              | Gi              | Ve              | Sa              | Do              | Lu              | Ma              | Me              | Gi              | Ve              | Sa              | Do              | Lu              | Ma              | Me              | Gi              | Ve              | Sa              | Do              | Lu              | Ma              | Me              |                 |
| Febbraio        | Gi              | Ve              | Sa              | Do              | Lu              | Ma              | Me              | Gi              | Ve              | Sa              | Do              | Lu              | Ma              | Me              | Gi              | Ve              | Sa              | Do              | Lu              | Ma              | Me              | Gi              | Ve              | Sa              | Do              | Lu              | Ma              | Me              | Gi              |                 |                 |                 |
| Marzo           | Ve              | Sa              | Do              | Lu              | Ma              | Me              | Gi              | Ve              | Sa              | Do              | Lu              | Ma              | Me              | Gi              | Ve              | Sa              | Do              | Lu              | Ma              | Me              | Gi              | Ve              | Sa              | Do              | Lu              | Ma              | Me              | Gi              | Ve              | Sa              | Do              |                 |
| Aprile          | Lu              | Ma              | Me              | Gi              | Ve              | Sa              | Do              | Lu              | Ma              | Me              | Gi              | Ve              | Sa              | Do              | Lu              | Ma              | Me              | Gi              | Ve              | Sa              | Do              | Lu              | Ma              | Me              | Gi              | Ve              | Sa              | Do              | Lu              | Ma              |                 |                 |
| Maggio          | Me              | Gi              | Ve              | Sa              | Do              | Lu              | Ma              | Me              | Gi              | Ve              | Sa              | Do              | Lu              | Ma              | Me              | Gi              | Ve              | Sa              | Do              | Lu              | Ma              | Me              | Gi              | Ve              | Sa              | Do              | Lu              | Ma              | Me              | Gi              | Ve              |                 |
| Giugno          | Sa              | Do              | Lu              | Ma              | Me              | Gi              | Ve              | Sa              | Do              | Lu              | Ma              | Me              | Gi              | Ve              | Sa              | Do              | Lu              | Ma              | Me              | Gi              | Ve              | Sa              | Do              | Lu              | Ma              | Me              | Gi              | Ve              | Sa              | Do              |                 |                 |
| Luglio          | Lu              | Ma              | Me              | Gi              | Ve              | Sa              | Do              | Lu              | Ma              | Me              | Gi              | Ve              | Sa              | Do              | Lu              | Ma              | Me              | Gi              | Ve              | Sa              | Do              | Lu              | Ma              | Me              | Gi              | Ve              | Sa              | Do              | Lu              | Ma              | Me              |                 |
| Agosto          | Gi              | Ve              | Sa              | Do              | Lu              | Ma              | Me              | Gi              | Ve              | Sa              | Do              | Lu              | Ma              | Me              | Gi              | Ve              | Sa              | Do              | Lu              | Ma              | Me              | Gi              | Ve              | Sa              | Do              | Lu              | Ma              | Me              | Gi              | Ve              | Sa              |                 |
| Settembre       | Do              | Lu              | Ma              | Me              | Gi              | Ve              | Sa              | Do              | Lu              | Ma              | Me              | Gi              | Ve              | Sa              | Do              | Lu              | Ma              | Me              | Gi              | Ve              | Sa              | Do              | Lu              | Ma              | Me              | Gi              | Ve              | Sa              | Do              | Lu              |                 |                 |
| Ottobre         | Ma              | Me              | Gi              | Ve              | Sa              | Do              | Lu              | Ma              | Me              | Gi              | Ve              | Sa              | Do              | Lu              | Ma              | Me              | Gi              | Ve              | Sa              | Do              | Lu              | Ma              | Me              | Gi              | Ve              | Sa              | Do              | Lu              | Ma              | Me              | Gi              |                 |
| Novembre        | Ve              | Sa              | Do              | Lu              | Ma              | Me              | Gi              | Ve              | Sa              | Do              | Lu              | Ma              | Me              | Gi              | Ve              | Sa              | Do              | Lu              | Ma              | Me              | Gi              | Ve              | Sa              | Do              | Lu              | Ma              | Me              | Gi              | Ve              | Sa              |                 |                 |
| Dicembre        | Do              | Lu              | Ma              | Me              | Gi              | Ve              | Sa              | Do              | Lu              | Ma              | Me              | Gi              | Ve              | Sa              | Do              | Lu              | Ma              | Me              | Gi              | Ve              | Sa              | Do              | Lu              | Ma              | Me              | Gi              | Ve              | Sa              | Do              | Lu              | Ma              |                 |